# Ferrocarril en la Isla de Man

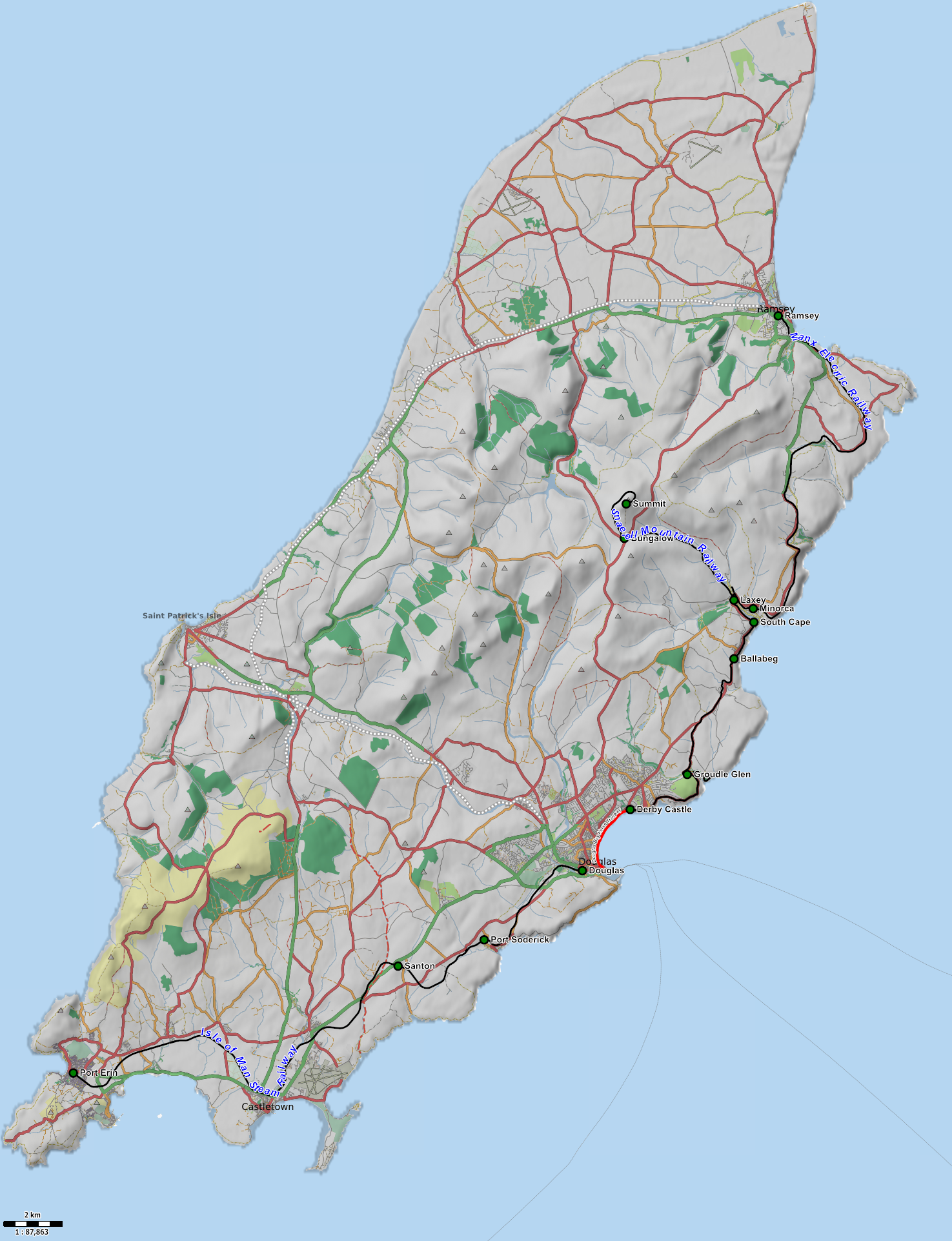
Mapa de los principales ferrocarriles de la Isla de Man.

La Isla de Man cuenta con un rico patrimonio en materia de transportes y dispone de la mayor red ferroviaria de vía estrecha de las islas británicas, con varios ferrocarriles y tranvías históricos aún en funcionamiento. Estos ferrocarriles funcionan en gran medida con lo que se conoce como "Manx Standard Gauge" (914 mm de vía estrecha) y en conjunto comprenden unos 105 km de ferrocarriles y tranvías victorianos. El Museo del Ferrocarril de la Isla de Man, en Port Erin, permite conocer la historia de los ferrocarriles de Manx, y hasta 1998 estuvo acompañado por un museo similar en Ramsey, dedicado a la historia de la línea eléctrica, pero éste se cerró y se convirtió en un club juvenil. El ferrocarril de vapor al sur de la isla, el eléctrico al norte y la línea de montaña hasta la cima de Snaefell, la única montaña de la isla, son todos propiedad del gobierno, y se explotan bajo el título de Ferrocarriles de la Isla de Man, como una división del Departamento de Infraestructuras de la isla. Las líneas de Groudle Glen y Curraghs Wildlife Park son de propiedad privada pero están abiertas al público.

## Líneas
Las líneas que figuran en la tabla están o han estado abiertas al público en general. La mayoría de las líneas tienen "Manx Standard Gauge" de 914 mm.
| Nombre                                                         | Inicio    | Fin    | Ancho de vía | Notas                                                                                           |
| -------------------------------------------------------------- | --------- | ------ | ------------ | ----------------------------------------------------------------------------------------------- |
| Isle of Man Railway                                            | 1873      | —      | 914 mm       | La línea Peel se cerró en 1969.                                                                 |
| Manx Northern Railway                                          | 1879      | 1905   | 914 mm       | Tomado por el Ferrocarril de la Isla de Man en 1905. Últimas vías utilizadas en 1969.           |
| Foxdale Railway                                                | 1886      | 1905   | 914 mm       | Tomado por el Ferrocarril de la Isla de Man en 1905.                                            |
| Snaefell Mountain Railway                                      | 1895      | —      | 1067 mm      |                                                                                                 |
| Groudle Glen Railway                                           | 1896      | —      | 610 mm       | Sin servicio de 1962 a 1983.                                                                    |
| Manx Electric Railway                                          | 1893      | —      | 914 mm       |                                                                                                 |
| Douglas Bay Horse Tramway                                      | 1876      | —      | 914 mm       |                                                                                                 |
| Great Laxey Mine Railway                                       | 1877 2004 | 1929 — | 483 mm       | Antiguo ferrocarril minero, reabierto en 2004 como ferrocarril turístico patrimonial.           |
| Upper Douglas Cable Tramway                                    | 1896      | 1929   | 914 mm       |                                                                                                 |
| Douglas Southern Electric Tramway o Marine Drive railway       | 1896      | 1939   | 1422 mm      |                                                                                                 |
| Douglas Head Funicular Railway o Douglas Head Inclined Railway | 1900      | 1954   | 1219 mm      | Ferrocarril inclinado para pasajeros.                                                           |
| Port Soderick Cliff Lift                                       | 1896      | 1939   | 1219 mm      | El primer ascensor Falcon Cliff se vendió a Port Soderick y se volvió a construir allí en 1896. |
| Laxey Browside Tramway                                         | 1890      | 1906   | 1524 mm      |                                                                                                 |
| Queen's Pier Tramway, Ramsey                                   | 1882      | 1971   | 914 mm       | Trabajos de restauración en curso.                                                              |
| The Orchid Line, Wildlife Park, Ballaugh                       | 1992      | —      | Varios       | Ferrocarril en miniatura.                                                                       |

En la Isla de Man ha habido otros ferrocarriles que nunca han estado abiertos al transporte público, como en las distintas minas de la isla. Entre ellos se encuentran:
- Ramal de Knockaloe, propiedad de la IMR, para los internos de Knockaloe y los suministros.
- Tranvía del puerto de Peel, ferrocarril de construcción, 914 mm, locomotoras de vapor, construido en 1864 o 1865 y desmantelado en 1873.[7]
  - Ferrocarril de construcción de914 mm de Corrin's Hill que conectaba una cantera de piedra con el ferrocarril inclinado.[7]
  - Ferrocarril inclinado que conectaba con el tranvía del puerto de Peel, inclinación autoactiva.[7]
- Tranvía de la fábrica de ladrillos de Glenfaba[9]
- Ferrocarril inclinado de Falcon Cliff Lift:
  - uno de 1887 a 1896, luego vendido y convertido en el Port Soderick Cliff Lift,
  - nuevo ferrocarril inclinado instalado en 1972 y que funcionó hasta la década de 1990,[10][5][6] la vía y las instalaciones aún están en su lugar, pero están cubiertas de vegetación.
- Ferrocarril de la grúa del rompeolas de Douglas
- Ferrocarril del rompeolas de Port Erin, una línea de construcción para el rompeolas de Port Erin. 2.134 mm, tracción a vapor, construida en 1864.
- Crogga Valley Railway, un ferrocarril de jardín privado
- Línea de grava de St. John's
- Douglas Holiday Camp[7]
- Un segundo tranvía de la mina Laxey, de 914 mm, de tracción a caballo, en la planta de lavado inferior, construido alrededor de 1865 y que duró al menos hasta 1918[7]
- Un ferrocarril de construcción hasta el embalse de Injebreck, de 914 mm, construido en 1899, con una longitud de 7,24 kilómetros desde Hillberry hasta el embalse, que funcionaba con locomotoras de vapor.[7]

En la isla existían otros cincuenta tranvías menores, en las diversas minas, canteras y pozos de arena, o en las líneas de artillería de la RAF.